# تغطية الإسلام (كتاب)
تغطية الإسلام هو كتاب لإدوارد سعيد صدر سنة 1981 عن دار Routledge &Kegan Paul حول نظرة العالم الغربي للإسلام ووصفه إدوارد سعيد بأنه الجزء الثالث لكتابه الاستشراق والقضية الفلسطينية والذي يحاول من خلالهم رصد العلاقة بين العالم الغربي والعالم العربي.
يتعامل الكتاب مع قضايا خلال وبعد أزمة رهائن إيران وكيف زيفت وسائل الإعلام الأمريكية الحقائق عن الحياة الإسلامية ليناقش العلاقة بين السلطة والمعرفة ووسائل الإعلام الغربية.
التغطية الغربية حسب ادوارد سعيد هي تغطية مظللة حتى وان بدت شاملة، ومصدر ذلك يرجعه إلى ان متلقي الانباء يظنون بان الغرب قد فهم الإسلام، غافلين عن الدواعي الاساسية لتلك التغطية، حيث ان الانحياز الغربي إلى الإسلام تشكل حديثاً جراء وجود (البترول) الذي هو الداعم الرئيس في توجه الانظار نحو المنطقة وليس الانبهار بالإسلام كما يعتقد البعض. 
يقوم ادوارد سعيد في مقدمة دراسته باخذ عينات من الخطاب الاعلامي في الصحف الغربية ليوكد الفهم لعلاقة الغرب بايران، حيث يستعرض ما جاء في صحيفة (نيويورك تايمز) من شرح وتفسير للمقاومة الإيرانية ضد الغزو العراقي، ورفعها لمقولة (للشيعة ولعا بالاستشهاد)، اذ هذه المقولات لها حظها من القبول من الناحية السطحية على حد وصفه، وتؤثر في سياقات التعامل مع الغرب. ومن جانب اخر يرى الغرب في الإسلام خطرا يحدق به ويعرقل خطاه نحو الهيمنة المطبقة على العالم، من هذا التركيب الموغل برغبة الهيمنة والنفع التجاري يحدد ادوارد سعيد سياقات الخطاب الاعلامي الغربي، 
في دراسته لم يكن إدوارد سعيد مدافعا عن الإسلام بل كان يتجه نحو ابراز الوسمة الواقعية للعلاقة بين الغرب والإسلام وللإعلان عن ظروف نشأتها الخفية 